# Traço parcial
Em álgebra linear e análise funcional o traço parcial é uma generalização do traço, onde o traço é uma grandeza escalar e o traço parcial é um operador funcional.

## Definição
Suponha que V e W são espaços vetoriais de dimensões finitas sobre um corpo, com m e n dimensões, respectivamente. Para qualquer espaço A assuma que {\displaystyle L(A)} indique o espaço dos operadores lineares em A. O traço parcial sobre W, {\displaystyle Tr_{W}}, é um mapeamento de
{\displaystyle T\in \operatorname {L} (V\otimes W)\mapsto \operatorname {Tr} _{W}(T)\in \operatorname {L} (V)}
isto é definido da seguinte forma: suponha que
{\displaystyle e_{1},\ldots ,e_{m}}
e
{\displaystyle f_{1},\ldots ,f_{n}}
sejam as bases para V e W respectivamente; então T possui uma matriz de representação
{\displaystyle \{a_{k\ell ,ij}\}\quad 1\leq k,i\leq m,\quad 1\leq \ell ,j\leq n}
relativa à base
{\displaystyle e_{k}\otimes f_{\ell }}
de
{\displaystyle V\otimes W}.
agora para os índices k e i no alcance {\displaystyle 1,\ldots ,m}, considere a soma 
{\displaystyle b_{k,i}=\sum _{j=1}^{n}a_{kj,ij}.}
Isto nos fornece a matriz {\displaystyle b_{k,i}}. O operador de associação linear em V é independente da escolha das bases e é por definição o traço parcial.

### Definição invariante
O operador do traço parcial pode ser definido de forma invariante (ou seja, sem dependente de uma base) como segue: isto é o operador linear único
{\displaystyle \operatorname {Tr} _{W}:\operatorname {L} (V\otimes W)\rightarrow \operatorname {L} (V)}
de forma que
{\displaystyle \operatorname {Tr} _{W}(R\otimes S)=R\,\operatorname {Tr} (S)\quad \forall R\in \operatorname {L} (V)\quad \forall S\in \operatorname {L} (W).}
Desta definição abstrata, obtém-se as seguintes propriedades:
{\displaystyle \operatorname {Tr} _{W}(I_{V\otimes W})=\dim W\ I_{V}}
{\displaystyle \operatorname {Tr} _{W}(T(I_{V}\otimes S))=\operatorname {Tr} _{W}((I_{V}\otimes S)T)\quad \forall S\in \operatorname {L} (W)\quad \forall T\in \operatorname {L} (V\otimes W).}

## Traços parciais para operadores no espaço de Hilbert
O traço parcial generaliza para operadores no espaço de Hilbert com infinitas dimensões. Suponha que V e W sejam espaços de Hilbert, e que
{\displaystyle \{f_{i}\}_{i\in I}}
seja uma base ortogonal para W. Então existe um isomorfismo isométrico
{\displaystyle \bigoplus _{\ell \in I}(V\otimes \mathbb {C} f_{\ell })\rightarrow V\otimes W}
Sob esta decomposição, qualquer operador {\displaystyle T\in \operatorname {L} (V\otimes W)} pode ser considerado como uma matriz infinita de operadores em V
{\displaystyle {\begin{bmatrix}T_{11}&T_{12}&\ldots &T_{1j}&\ldots \\T_{21}&T_{22}&\ldots &T_{2j}&\ldots \\\vdots &\vdots &&\vdots \\T_{k1}&T_{k2}&\ldots &T_{kj}&\ldots \\\vdots &\vdots &&\vdots \end{bmatrix}},}
onde {\displaystyle T_{k\ell }\in \operatorname {(} V)}.
Agora suponha que T seja um operador não negativo. Neste caso, todas as diagonais da matriz são operadores não negativos em V. Se a soma
{\displaystyle \sum _{\ell }T_{\ell \ell }}
converge na topologia de operador forte de {\displaystyle L(V)}, isto é independente da base escolhida de W. O traço parcial {\displaystyle Tr_{W}(T)} é definido como sendo seu operador. O traço parcial do operador autoadjunto é definido se e somente se o traço parcial das partes positivas e negativas são definidas.

### Traço parcial e integral invariante
No caso de espaços de Hilbert com finitas dimensões, existe uma forma útil de buscar o traço parcial e envolve integral no que diz respeito a uma medida de Haar devidamente normalizada μ sobre o grupo unitário {\displaystyle U(W)} de W. 

#### Teorema
Suponha que V e W sejam espaços de Hilbert com finitas dimensões. Então
{\displaystyle \int _{\operatorname {U} (W)}(I_{V}\otimes U^{*})T(I_{V}\otimes U)\ d\mu (U)}
comuta com todos os operadores da forma {\displaystyle I_{V}\otimes S} e daqui é de forma unicamente {\displaystyle R\otimes I_{W}}. O operador R é o traço parcial de T.

## Traço parcial como uma operação quântica
O traço parcial pode ser visto como uma operação quântica. Considere um sistema na mecânica quântica em que o estado do espaço é o produto do tensor {\displaystyle H_{A}\otimes H_{B}} dos espaços de Hilbert. Um estado misto é descrito por uma matriz densidade ρ, que é um operador de classe tracial não negativa de traço 1 no produto do tensor {\displaystyle H_{A}\otimes H_{B}.} O traço parcial de ρ com respeito ao sistema B, indicado por {\displaystyle \rho ^{A}}, é chamado de estado reduzido de ρ no sistema A
{\displaystyle \rho ^{A}=\operatorname {Tr} _{B}\rho .}
Para demonstrar que isto é de fato uma forma razoável para atribuir um estado ρ em um subsistema A, suponha que M seja um observável no subsistema A, então o observável correspondente no sistema composto é {\displaystyle M\otimes I}. Entretanto se escolhermos para definir um estado reduzido {\displaystyle \rho ^{A}}, deve existir uma medição estatística consistente. O valor esperado de M após o subsistema A é preparado em {\displaystyle \rho ^{A}} e {\displaystyle M\otimes I} quando o sistema composto é preparado em ρ deve ser identico, isto é
{\displaystyle \operatorname {Tr} (M\cdot \rho ^{A})=\operatorname {Tr} (M\otimes I\cdot \rho ).}
Vemos que isto é satisfeito se {\displaystyle \rho ^{A}} é definido como acima através de traços parciais.
Suponha que {\displaystyle T(H)} seja o espaço de Banach de operadores de classe tracial no espaço  de Hilbert H. Isto pode ser verificado que o traço pacial, visto como um mapeamento
{\displaystyle \operatorname {Tr} _{B}:T(H_{A}\otimes H_{B})\rightarrow T(H_{A})}
é sempre positivo e preservador do traço.
O mapeamento do traço parcial como dado acima induz a um duplo mapeamento {\displaystyle \operatorname {Tr} _{B}^{*}} entre os operadores limitados da C*-álgebra em {\displaystyle \;H_{A}} e {\displaystyle H_{A}\otimes H_{B}} dado por
{\displaystyle \operatorname {Tr} _{B}^{*}(A)=A\otimes I.}
{\displaystyle \operatorname {Tr} _{B}^{*}} mapeia observáveis para observáveis e é a representação de Heisenberg de {\displaystyle \operatorname {Tr} _{B}}. 

### Comparação com a mecânica clássica
Suponha que ao invés de sistemas na mecânica quântica, os dois sistemas A e B são sistemas na mecânica clássica. O espaço dos observáveis para cada sistema são, então, C*-álgebras abelianas. Então são da forma {\displaystyle C(X)} e {\displaystyle C(Y)} respectivamente para espaços compactos X e Y. Estes estados de sistemas compostos são
{\displaystyle C(X)\otimes C(Y)=C(X\times Y).}
Um estado num sistema composto é um elemento positivo ρ da dupla de {\displaystyle C(X\times Y)}, que segundo teorema da representação de Riesz corresponde a uma medição regular de Borel em {\displaystyle X\times Y}. Então o traço parcial é o equivalente da mecânica quântica desta operação.